# گرت دوربک
گرت دوربک (استونیایی: Gert Dorbek؛ زادهٔ ۱۰ ژوئن ۱۹۸۵) بازیکن بسکتبال اهل استونی است.
از باشگاه‌هایی که در آن بازی کرده‌است می‌توان به باشگاه بسکتبال تال‌تک و باشگاه بسکتبال کالو اشاره کرد.